# Tadeusz Nawrot
Tadeusz Nawrot (ur. 21 lutego 1921 w Szypowicach, zm. 25 lutego 1943 w KL Auschwitz) – polski działacz niepodległościowy.
Syn leśniczego ze wsi Sierbowice – Feliksa Nawrota, brat Feliksa Nawrota, zamieszkały w gajówce w Sierbowicach, uczeń-gimnazjalista, współredaktor gazetki konspiracyjnej „Wyzwolenie” a później „Przedświt”. Aresztowany jako zakładnik 4 sierpnia 1942 roku za innego mieszkańca tej miejscowości Bronisława Wałka. Przebywał do stycznia 1943 r. w więzieniu Montelupich w Krakowie, skąd później przewieziono go do niemieckiego obozu koncentracyjnego Auschwitz, gdzie zginął.